# West Point (Arkansas)
West Point es un pueblo ubicado en el condado de White en el estado estadounidense de Arkansas. En el Censo de 2010 tenía una población de 185 habitantes y una densidad poblacional de 175,93 personas por km².

## Geografía
West Point se encuentra ubicado en las coordenadas 35°12′12″N 91°36′35″O / 35.20333, -91.60972. Según la Oficina del Censo de los Estados Unidos, West Point tiene una superficie total de 1.05 km², de la cual 1.05 km² corresponden a tierra firme y (0%) 0 km² es agua.

## Demografía
Según el censo de 2010, había 185 personas residiendo en West Point. La densidad de población era de 175,93 hab./km². De los 185 habitantes, West Point estaba compuesto por el 86.49% blancos, el 7.03% eran afroamericanos, el 0% eran amerindios, el 0% eran asiáticos, el 0% eran isleños del Pacífico, el 6.49% eran de otras razas y el 0% pertenecían a dos o más razas. Del total de la población el 7.03% eran hispanos o latinos de cualquier raza.